# 新潟県を舞台とした作品一覧
新潟県を舞台とした作品一覧（にいがたけんをぶたいとしたさくひんいちらん）では、新潟県内をモチーフあるいはロケーション撮影地にした小説、アニメーション、テレビドラマ等を記述する。

## 文芸作品（小説・古典・紀行・童話・随筆・その他）
- 青いスタートライン（高田由紀子）
- 秋山郷・殺人秘境（梓林太郎）
- 秋山郷発・謀殺列車（種村直樹）
- アサルトリリィ～電撃新潟奪還戦
- ある池のものがたり（三芳悌吉）
- 安寿と厨子王丸
- いつかパラソルの下で（森絵都）
- 命の後で咲いた花（綾崎隼）
- 上杉景勝（近衛龍春）
- 上杉かぶき衆（火坂雅志）
- 上杉謙信（吉川英治）
- 上杉謙信（志木沢郁）
- 上杉謙信とその一族（村上元三）
- 海鳴（津村節子）
- 越後・会津殺人ルート（西村京太郎）
- 越後親不知殺人事件（木谷恭介）
- えちご恋人岬殺人事件（中津文彦）
- 越後殺人行（中町信）
- 越佐大橋シリーズ
- 越後七浦殺人海岸（大谷羊太郎）
- 越後つついし親不知（水上勉）
- えちごトキめき鉄道殺人事件（西村京太郎）
- 越後・八海山殺人事件（梓林太郎）
- 越後風雲録（星亮一）
- 越後湯沢殺人事件（西村京太郎）
- 越後恋歌殺人譜（草野唯雄）
- 狼たちの斜面（生田直親）
- 奥の細道
- 街道をゆく10 佐渡の道（司馬遼太郎）
- 風の視線（松本清張）
- 彼女らは雪の迷宮に（芦辺拓）
- 君だけのシネマ（高田由紀子）
- 黒姫伝説殺人事件（樋口京輔）
- 藏（宮尾登美子）
- 刑事・鳴沢了シリーズ（堂場瞬一）
- 謙信の軍配者（富樫倫太郎）
- 現美新幹線殺人事件（西村京太郎）
- 高校事変Ⅳ（松岡圭祐）
- 殺意の朝日連峰（太田蘭三）
- 殺意の三面峡谷 渓流釣り殺人事件（太田蘭三）
- 佐渡（太宰治）
- 佐渡怨霊殺人事件（生田直親）
- 佐渡ヶ島殺人旅情（中町信）
- 佐渡金山死文字の秘密（大谷羊太郎）
- 佐渡伝説殺人事件（内田康夫）
- 佐渡の三人（長嶋有）
- 佐渡密室島の殺人（深谷忠記）
- 猿蟹合戦
- 山椒大夫（森鷗外）
- 沈める滝（三島由紀夫）
- JRガーラ湯沢新雪事件（種村直樹）
- 上越新幹線殺人事件（西村京太郎）
- 上越新幹線あさひ殺人事件（峰隆一郎）
- 上越新幹線信濃川殺人事件（草川隆）
- 小説河井継之助 武装中立の夢は永遠に（童門冬二）
- 信州・佐渡殺人鉱脈（梓林太郎）
- シンマイ（浜口倫太郎）
- スイマー（高田由紀子）
- 捨て子童子 松平忠輝（隆慶一郎）
- それを愛とは呼ばず（桜木紫乃）
- 大軍師直江山城守（中村晃）
- 第二阿房列車 雪中新潟阿房列車（内田百閒）
- 太平記
- 脱獄山脈（太田蘭三）
- 単身赴任（雨宮慶）
- 土恋（津村節子）
- 天地人（火坂雅志）
- 天と地と（海音寺潮五郎）
- 峠（司馬遼太郎）
- 十津川警部 雪と戦う（西村京太郎）
- とべさいごのトキ（鶴見正夫）
- 直江兼続 北の王国（童門冬二）
- 直江兼続（江宮隆之）
- 直江兼続（羽生道夫）
- 直江山城守兼続（近衛龍春）
- 長岡空襲 60人の証言（峰村剛 編集）
- 南総里見八犬伝（滝沢馬琴）
- 新潟発「あさひ」複層の殺意（峰隆一郎）
- 日本百名山（深田久弥）
- 猫股の火
- ノーブルチルドレンシリーズ（綾崎隼）
- 白鳥殺人事件（内田康夫）
- 花の百名山（田中澄江）
- 漂泊の楽人（内田康夫）
- 武神の階（津本陽）
- ブラックスワン（山田正紀）
- ホーンテッド・キャンパス（櫛木理宇）
- 北越雪譜
- 北陸新幹線ダブルの日（西村京太郎）
- ホワイトアウト（真保裕一）
- 松山鏡
- 魔法少女育成計画
- まんぷく寺で待ってます（高田由紀子）
- 万葉翡翠（松本清張）
- ミッドナイト・バス（伊吹有喜）
- 湊町の寅吉
- みみずく通信（太宰治）
- 夜行快速えちご殺人事件（西村京太郎）
- 弥彦出雲崎殺人ライン（深谷忠記）
- 雪国（川端康成）
- 雪国殺人事件（西村京太郎）
- 沃野の伝説（内田康夫）
- 雷神（道尾秀介）
- 龍が哭く（秋山歌乃）
- 良寛（吉野秀雄）
- 良寛（水上勉）
- われ謙信になりせねば 上杉景勝と直江兼続（風野真知雄）

## テレビドラマ
- 越後純情刑事・早乙女真子
- おかしな刑事5
- 花神
- 河井継之助 ～駆け抜けた蒼龍～
- 北朝鮮拉致・めぐみ、お母さんがきっと助けてあげる
- 君の名は
- 金八先生ファイナル
- 藏
- こいまち第5話
- 高校教師
- こころ
- さすらい署長 風間昭平3
- 真田丸
- 下町ロケット2
- 捜査検事・近松茂道12
- 天地人
- 天と地と
- 夏子の酒
- 花嫁衣裳は誰が着る
- 風林火山
- 雪国
- 霊魔の街
- 漂着者

## 映画
- 愛してよ
- アイの歌声を聴かせて
- 越後つついし親不知
- 男はつらいよ 旅と女と寅次郎
- 男はつらいよ 寅次郎純情詩集
- 男はつらいよ 奮闘篇
- おにいちゃんのハナビ
- 降りてゆく生き方
- 喜劇初詣列車
- 兄弟仁義
- 藏
- ゴジラ・モスラ・キングギドラ 大怪獣総攻撃
- この空の花 長岡花火物語
- 小屋丸 冬と春
- 山椒大夫
- しなの川
- しゃったぁず・4
- 親鸞 白い道
- ストロボエッジ
- 戦国自衛隊
- 1000年の山古志
- 太陽に突っ走れ
- チア☆ダン
- 天と地と
- 峠 最後のサムライ
- 飛べ!ダコタ
- トラック野郎 度胸一番星
- 火の華
- ふみ子の海
- ホワイトアウト
- マリと子犬の物語
- ミッドナイトバス
- 名探偵コナン 沈黙の15分
- めぐみへの誓い
- モノクロームの少女
- 雪国
- ゆめのかよいじ
- 夢は牛のお医者さん
- 喜びも悲しみも幾年月
- 渡り鳥いつまた帰る

## 漫画
- あぶさん（水島新司）
- 1・2の三四郎（小林まこと）
- 上杉謙信（岡村賢二）
- 王様の耳はオコノミミ（夏海ケイ）
- おけさのひょう六（手塚治虫）
- おかあさんのうた（赤塚不二夫）※『まんが赤塚不二夫伝』所収
- 義風堂々シリーズ
- クプルムの花嫁（namo）
- ケッコーなお手前です。
- 佐渡島どきどきラジオガール（ミサト）
- しなの川
- スターダスト★ウィンク
- 捨て子童子（横山光輝）
- センゴク
- ダムマンガ
- トキ（矢口高雄）
- 夏子の酒（尾瀬あきら）
- 軒猿 (漫画)（薮口黒子）
- 花の慶次
- 魔法使いロゼの佐渡ライフ （おみなえし）
- めぞん一刻（高橋留美子）
- 雪花の虎
- 夢喰いメリー（牛木義隆）
- 柳都物語
- わたしは真悟
- ドカベン
- アクロトリップ ※アニメ版はN県に変更
- 百瀬アキラの初恋破綻中。（晴川シンタ)

## テレビアニメ
- アイドル事変
- ガッチャマン クラウズ インサイト
- 義風堂々!! 兼続と慶次
- CUE!（第11話）
- ジビエート
- そにアニ -SUPER SONICO THE ANIMATION-（第7話）
- トントンあったと にいがたの昔ばなし
- 軒猿（薮口黒子）
- のんのんびより - 魚沼市 旧柿ノ木駅・周辺
- 魔法少女育成計画 - 上越市
- めぞん一刻（高橋留美子）
- Do It Yourself!! -どぅー・いっと・ゆあせるふ- - 三条市

## 音楽・戯曲
- これぞ天下の上杉節（門脇陸男）
- 海雪（ジェロ）
- 越後絶唱（三橋美智也）
- 越後水原（水森かおり）
- 越後夢花火（石原詢子）
- おけさ唄えば（橋幸夫）
- おけさ海峡（上杉香緒里）
- 角兵衛獅子
- 米百俵
- 笹川流れ（中島みゆき）
- 佐渡おけさ
- 佐渡の恋唄（細川たかし）
- 佐渡なさけ （音羽しのぶ）
- 信濃川慕情（黒澤明とロス・プリモス）
- 四季の新潟（小林幸子）
- 砂山
- 高田の四季（デューク・エイセス）
- 新潟ブルース（美川憲一）
- ひばりの佐渡情話（美空ひばり）
- Maxとき315号（NGT48）
- 雪椿
- 雪の新潟を後にして
- 湯沢の女
- 湯沢旅情（加山雄三）
- 私のロンサム・タウン（松任谷由実）

## ゲーム
- アウトライン
- 戦国BASARA
- 杜氏の郷

## ラジオドラマ
- 命の洗濯（NHK-FM FMシアター）
- 佐渡は居よいか住みよいか（NHK-FM FMシアター）
- 上越新幹線にて（NHK-FM FMシアター）
- ヒッチハイク（NHK-FM FMシアター）
- 雪国

## 舞台作品（演劇・歌劇）
- 柏崎
- 米百俵

## 絵画
- 朝凪（川端龍子）
- 雨（向井潤吉）
- 長岡の花火（山下清）
- 妙高山（松本寛）